# Gyurkó László (író)
Gyurkó László (Budapest, 1930. április 22. – Budapest, 2007. augusztus 25.) Kossuth-díjas magyar író, újságíró, országgyűlési képviselő, színigazgató, a Digitális Irodalmi Akadémia alapító tagja. Unokaöccse Koltay Gábor filmrendező.

## Élete
Édesanyját félévesen, apját 16 évesen (1946) vesztette el, gimnáziumi tanulmányait nem tudta befejezni.
Az Aszfaltútépítő Vállalat segédmunkása és tisztviselője volt. 1956-ban mutatkozott be az irodalomban elbeszélésekkel, kritikákkal. 1963-ban a Kortárs (folyóirat), 1964–1991 között a Valóság munkatársa volt. 1970–1979 között a 25. Színház, majd a Népszínház igazgatójaként tevékenykedett. 1971–1985 között országgyűlési képviselőséget is vállalt. 1979–1986 között a Népművelési Intézet főmunkatársa volt. 1983–1984 között a kecskeméti Katona József Színház igazgatója, 1985-ben művészeti vezetője volt. 1986–1989 között az Új Tükör főszerkesztő-helyettese volt. 1989–1990 között a Népszabadság szemleírója volt.

## Művei
A Színházi Adattárban regisztrált bemutatók száma: 27, ugyanitt huszonöt fotó is található.
- Bűnösök (1961)
- Csütörtök (1963)
- A negyedik ember (1964)
- Szerelmem, Elektra. Tragédia; Magvető, Bp., 1968
- Lenin, Október (Szépirodalmi Könyvkiadó, Budapest, 1968)
- Az egész élet (1970)
- Négyszemközt a forradalommal. Vallomások, emlékezések 1917-ről; Szépirodalmi, Bp., 1970
- Fejezetek Leninről (1971)
- A búsképű lovag Don Quijote de la Mancha szörnyűséges kalandjai és gyönyörűszép halála (1972)
- Aranyborjú. Televíziójáték; Szépirodalmi, Bp., 1974
- A bűnös (1974)
- Kőmíves Kelemenné balladája (1976)
- Utak (1977)
- Halálugrás (1978)
- Faustus doktor boldogságos pokoljárása (1979)
- A halál árnyéka (1981)
- Arcképvázlat történelmi háttérrel. Kádár János élete (Magvető Könyvkiadó, Budapest, 1982)
- Családi regény (1984)
- Szerelmem, Elektra (drámák, 1984)
- Négyszemközt a forradalommal (1985)
- Fociország (1987)
- Kádár János: Emlékezések; összeáll. Gyurkó László; Corvina, Bp., 1987
- 1956. Előtanulmány és oknyomozás; Magvető, Bp., 1987
- 1956; 2. jav. kiad.; Szabad Tér–Saxum, Bp., 1996
- Pracli Joe az óriástörpék országában. Rémregény; Szabad Tér, Budapest, 1997
- Szerelmeskönyv (1998)
- Rekviem a tizenkét pontért; Szabad Tér, Bp., 1998
- Megy a gyűrű. Színjáték (1999)
- A bakancsos forradalom [1956]; 3. bőv., átdolg. kiad.; Kossuth, Bp., 2001
- A Halasi Veres Köztársaság csudálatos történetje (2002)
- Ne ölj rendőrt a szobornál. Az évszázad bűnténye. Regény; Szabad Tér, Bp., 2003
- Látlelet dr. G.-né Simon Izabella szerelmi életéről. Regény; Tekintet, Bp., 2004
- Gyurkó László; vál., szerk., bev., jegyz. Agárdi Péter; Alexandra, Pécs, 2006 (Kossuth-díjas írók)
- Azt soha; Népszabadság, Bp., 2007

## Műfordítás
- Vátszjájana: Káma-Szútra. A hindu erotika kézikönyve; ford. Gyurkó László; Librotrade, Bp., 2002